# Спортски комплекс Клод-Робилар
Спортски комплекс Клод-Робилар (фр. Complexe sportif Claude-Robillard, енгл. Complexe sportif Claude-Robillard), је вишенаменски спортски објекат, који се налази у Монтреалу, Квебек, Канада, у општини Аентсик-Картјевил.

## Историја
Спортски комплекс Клод-Робилард изграђен је за Летње олимпијске игре 1976. године. Био је домаћин такмичења у рукомету и ватерполу, као и тренинг центар за атлетику, пливање и хокеј на трави током Олимпијаде.

## Преглед
Објекат се састоји од две зграде: Мишел Нормандин арене и саме главне зграде. У срцу објекта леже олимпијски базен са десет трака и мањи базен са скакаоницама, дом награђиваног пливачког клуба „КАМО”, као и затворена стаза, сала за омни-спорт и неколико гимнастичких сала. На терену се налази низ других инсталација: стаза за трчање, фудбалски терен, други терен са вештачком подлогом, првобитно дизајниран за хокеј на трави, али поново постављен 2006. године и конфигурисан за фудбал и канадски фудбал, тениски терени, бејзбол дијаманти, и тако даље. Стаза за трчање и велики фудбалски терен налазе се у средини стадиона са 6.500 седишта.
Објекат је домаћин многих националних и међународних спортских такмичења. Годишњи догађаји укључују Жу де Монтреал и Дефи спортиф (за хендикепиране спортисте). Објекат је такође седиште бројних клубова, од којих неки учествују на елитном нивоу, док други, као што су Спортс Монтреал и АПАДОР, пружају услуге широј јавности.
Фудбалски тим Монтреала, „Монтреал импакт”, играо је своје домаће утакмице на великом фудбалском терену од 1993. до 2007. и професионални тим и његова академија су тамо тренирали до 2015. УСЛ-Про подружница Монтреал Импакта, ФК Монтреал, играо је своје утакмице на Клоду Робилару 2016.